# Neauphle-le-Château
Neauphle-le-Château és un municipi francès, situat al departament d'Yvelines i a la regió d'Illa de França. L'any 2007 tenia 2.973 habitants.
Forma part del cantó d'Aubergenville, del districte de Rambouillet i de la Comunitat de comunes Cœur d'Yvelines.

## Demografia

### Població
El 2007 la població de fet de Neauphle-le-Château era de 2.973 persones. Hi havia 1.217 famílies, de les quals 344 eren unipersonals (188 homes vivint sols i 156 dones vivint soles), 404 parelles sense fills, 405 parelles amb fills i 64 famílies monoparentals amb fills.
La població ha evolucionat segons el següent gràfic:
Habitants censats

### Habitatges
El 2007 hi havia 1.344 habitatges, 1.231 eren l'habitatge principal de la família, 41 eren segones residències i 72 estaven desocupats. 788 eren cases i 545 eren apartaments. Dels 1.231 habitatges principals, 867 estaven ocupats pels seus propietaris, 336 estaven llogats i ocupats pels llogaters i 28 estaven cedits a títol gratuït; 101 tenien una cambra, 176 en tenien dues, 225 en tenien tres, 196 en tenien quatre i 533 en tenien cinc o més. 906 habitatges disposaven pel capbaix d'una plaça de pàrquing. A 559 habitatges hi havia un automòbil i a 593 n'hi havia dos o més.

### Piràmide de població
La piràmide de població per edats i sexe el 2009 era:
| Homes | Edats   | Dones |
| ----- | ------- | ----- |
| 0     | 95 o +  | 0     |
| 20    | 90 a 94 | 8     |
| 8     | 85 a 89 | 4     |
| 16    | 80 a 84 | 12    |
| 16    | 75 a 79 | 32    |
| 40    | 70 a 74 | 68    |
| 36    | 65 a 69 | 44    |
| 60    | 60 a 64 | 64    |
| 88    | 55 a 59 | 100   |
| 120   | 50 a 54 | 100   |
| 112   | 45 a 49 | 120   |
| 104   | 40 a 44 | 84    |
| 92    | 35 a 39 | 76    |
| 112   | 30 a 34 | 112   |
| 136   | 25 a 29 | 140   |
| 96    | 20 a 24 | 100   |
| 56    | 15 a 19 | 100   |
| 68    | 10 a 14 | 108   |
| 72    | 5 a 9   | 108   |
| 76    | 0 a 4   | 56    |

## Economia
El 2007 la població en edat de treballar era de 2.014 persones, 1.571 eren actives i 443 eren inactives. De les 1.571 persones actives 1.489 estaven ocupades (784 homes i 705 dones) i 82 estaven aturades (45 homes i 37 dones). De les 443 persones inactives 131 estaven jubilades, 195 estaven estudiant i 117 estaven classificades com a «altres inactius».

### Ingressos
El 2009 a Neauphle-le-Château hi havia 1.214 unitats fiscals que integraven 3.002,5 persones, la mediana anual d'ingressos fiscals per persona era de 28.867 €.

### Activitats econòmiques
Dels 190 establiments que hi havia el 2007, 1 era d'una empresa extractiva, 5 d'empreses alimentàries, 1 d'una empresa de fabricació de material elèctric, 5 d'empreses de fabricació d'altres productes industrials, 28 d'empreses de construcció, 32 d'empreses de comerç i reparació d'automòbils, 7 d'empreses de transport, 8 d'empreses d'hostatgeria i restauració, 4 d'empreses d'informació i comunicació, 8 d'empreses financeres, 22 d'empreses immobiliàries, 41 d'empreses de serveis, 22 d'entitats de l'administració pública i 6 d'empreses classificades com a «altres activitats de serveis».
Dels 51 establiments de servei als particulars que hi havia el 2009, 1 era una oficina d'administració d'Hisenda pública, 1 oficina de correu, 4 oficines bancàries, 3 tallers de reparació d'automòbils i de material agrícola, 1 autoescola, 5 paletes, 1 guixaire pintor, 4 fusteries, 4 lampisteries, 1 electricista, 4 empreses de construcció, 3 perruqueries, 5 restaurants i 14 agències immobiliàries.
Dels 10 establiments comercials que hi havia el 2009, 1 era una botiga de més de 120 m², 3 fleques, 1 una fleca, 3 botigues de roba, 1 una botiga d'equipament de la llar i 1 una joieria.

## Equipaments sanitaris i escolars
L'únic equipament sanitari que hi havia el 2009 era una farmàcia.
El 2009 hi havia 1 escola maternal i 1 escola elemental.

## Poblacions més properes
El següent diagrama mostra les poblacions més properes.